# DM i landevejscykling 2004
Danmarksmesterskaberne i landevejscykling 2004 blev afholdt fra 24. – 27. juni 2004 i Hadsten i Jylland. Konkurrencerne for U23 blev afholdt 20. og 22. august.
| Event           | Guld                        | Sølv                 | Bronze                   |
| --------------- | --------------------------- | -------------------- | ------------------------ |
| Herrer - Elite  |                             |                      |                          |
| Enkeltstart     | Michael Sandstød            | Frank Høj            | Brian Vandborg           |
| Linjeløb        | Michael Blaudzun            | Stig Dam             | Matti Breschel           |
| Herrer - U23    |                             |                      |                          |
| Enkeltstart     | Mads Christensen            | Lasse Bøchman        | Morten Ryberg Gottlieb   |
| Linjeløb        | Martin Pedersen             | Anders Lund          | Martin Mortensen         |
| Herrer - Junior |                             |                      |                          |
| Enkeltstart     | Anders Berendt Hansen       | Petter Becker-Jostes | Daniel Kreutzfeldt       |
| Linjeløb        | André Steensen              | Kasper Brandi Boesen | Kim Marius Nielsen       |
| Damer - Elite   |                             |                      |                          |
| Enkeltstart     | Mette Andersen              | Trine Hansen         | Christina Peick Andersen |
| Linjeløb        | Pernille Langelund Jakobsen | Dorte Lohse          | Mette Fischer Andreasen  |
| Damer - Junior  |                             |                      |                          |
| Enkeltstart     | Trine Schmidt               | Mie Bekker Lacota    | Maria Bornak             |